# Lewistown (Ohio)
Lewistown é um lugar designado pelo censo localizado no condado de Logan no estado estadounidense de Ohio. No Censo de 2010 tinha uma população de 222 habitantes e uma densidade populacional de 111,61 pessoas por km².

## Geografia
Lewistown encontra-se localizado nas coordenadas 40° 25′ 26″ N, 83° 53′ 05″ O. Segundo o Departamento do Censo dos Estados Unidos, Lewistown tem uma superfície total de 1,99 km², da qual 1,99 km² correspondem a terra firme e (0%) 0 km² é água.

## Demografia
Segundo o censo de 2010, tinha 222 pessoas residindo em Lewistown. A densidade populacional era de 111,61 hab./km². Dos 222 habitantes, Lewistown estava composto pelo 99.1% brancos, 0% eram afroamericanos, 0% eram amerindios, 0% eram asiáticos, 0% eram insulares do Pacífico, 0% eram de outras raças e 0.9% pertenciam a duas ou mais raças. Do total da população 0% eram hispanos ou latinos de qualquer raça.